# Sophie-Charlotte-Gymnasium
Das Sophie-Charlotte-Gymnasium ist ein bilinguales Gymnasium im Berliner Bezirk Charlottenburg-Wilmersdorf. Es zählt zu den ältesten Gymnasien Berlins. Namensträgerin ist die preußische Königin Sophie Charlotte.

## Geschichte
Die Schule wurde im Jahr 1857 als höhere Mädchenschule gegründet und trug später als Lyceum den Namen der Fürstin Bismarck. Das heutige Gebäude in der Sybelstraße mit seiner repräsentativen Fassade von fast 90 Metern wurde 1913–16 nach einem Entwurf von Walther Spickendorff erbaut und war für 1200 Schülerinnen geplant. Die Schule war modern ausgestattet mit naturwissenschaftlichen Räumen (mit Laborplätzen), einer Turnhalle und einer getäfelten Aula, in der eine Orgel stand. Ältere Schülerinnen durften den Dachgarten als Pausenaufenthaltsort benutzen. Der jüdische Direktor Robert Burg, der naturwissenschaftliche Fächer unterrichtete, unterschrieb 1919 die ersten Abiturzeugnisse. Insgesamt führte er einen liberalen Erziehungsstil ein und setzte die Reformpläne des Preußischen Kultusministeriums erfolgreich um. Einige Lehrkräfte verstanden sich als „entschiedene Reformer“. In Ferch am Schwielowsee erwarb die Schule ein beliebtes Schullandheim, das „Hütte RoBuLa“ (Robert-Burg-Landschulheim) genannt wurde. 1939 mussten alle jüdischen Schülerinnen die Schule verlassen und Burg emigrierte 1939 in die USA. Ab 1942 wurden die Schülerinnen wegen der anhaltenden Bombardements durch die erweiterte Kinderlandverschickung aus Berlin evakuiert und das Gebäude zum Lazarett umfunktioniert. Nach Kriegsende wurde die Schule umbenannt und hieß zwölf Jahre lang Ricarda-Huch-Schule. Im Jahr 1957 gingen die Ricarda-Huch-Schule, die Lietzensee-Schule und die städtische Sophie-Charlotten-Schule zu Charlottenburg in das Gymnasium über. Seit 2003 ist Christoph Schmerling Schulleiter des Gymnasiums.

## Lehrangebot
Die Oberschule ist ein vierzügiges Gymnasium ab Klasse 7. In der Regel werden vier bilinguale Klassen (ab Klasse 7) eingerichtet, davon sind zwei Klassen rein bilingual und zwei Klassen gemischt (Bilingualer-/ Regelzug). Im Schuljahr 2011/2012 wurden erstmals sechs 7. Klassen eingeschult, um der Größe des Jahrgangs gerecht zu werden. Schüler des Bilingualen-Zuges werden in den Fächern Geografie (ab Klasse 8), Biologie (Klasse 9) sowie Politikwissenschaften (Klasse 11) in Englisch unterrichtet. Seit der Gründung liegt der Fokus der Schule in den sprachlichen Fächern. In Klasse 7 kommt Französisch als zweite Fremdsprache hinzu. Ab Klasse 9 zusätzlich die Möglichkeit zu Latein und Spanisch.

## Gedenken
Bekannt ist das Gymnasium vor allem für seine Veranstaltungen zu Ehren ehemaliger jüdisch-stämmiger Schüler. Zu den bekanntesten gehören die Autorin Inge Deutschkron und die Komponistin Ursula Mamlok. Zum 150-jährigen Jubiläum wurde unter Anwesenheit berühmter Persönlichkeiten aus Politik und Kultur der Film eines Schülers (Verlorene Jugend) präsentiert. Seit August 2011 finden mehrfach politisch-gesellschaftliche Podiumsdiskussionen und Vortragsreihen, organisiert und durchgeführt durch den Schulsprecher und der Schülervertretung, statt.

## Bekannte Absolventen
- Ite Liebenthal (1886–1941), jüdischen Dichterin
- Ellen Marx (1921–2008), deutsch-argentinische Menschenrechtlerin
- Inge Deutschkron (1922–2022), deutsch-israelische Autorin und Journalistin
- Ursula Mamlok (1923–2016), deutsch-amerikanische Komponistin
- Marek Fis (* 1984), polnischer Comedian
- Angelina Heger (* 1992), Reality-TV-Darstellerin
- Sophie Karbjinski (* 1995), deutsche Schauspielerin
- Nicole Mercedes Müller (* 1996), deutsche Schauspielerin
- Lili Zahavi (* 1992), deutsche Schauspielerin
- Amelie Stiefvatter (* 1990), Sport Journalistin, Moderatorin
- Eleonore Ehrlich (1907–1980), deutsche Juristin

## Schulpartnerschaften
- Langley Park School for Girls, Beckenham, England
- Liceo Scientifico Piero Gobale, Florenz, Italien
- Warschau, Polen
- Alabama, USA
- L’Isle-Adam, Frankreich